# 民間全民電視公司
民間全民電視股份有限公司（英語：Formosa TV），簡稱民視（FTV），是臺灣第四家開播的無線電視台，也是臺灣第一家民營的無線電視台。主要經營七個電視頻道，包含民視無線台、民視第一台、民視新聞台、民視台灣台四個無線頻道，與民視影劇台、民視綜藝台、民視旅遊台三個網路頻道。台灣有線電視頻道業者三立電視公司為其股東之一。

## 沿革
1993年8月6日，蔡同榮、李鎮源、李應元、吳樹民等人成立「民間傳播股份有限公司」，登記總部地址為臺北市松山區八德路三段32號14樓（敦北長城大樓）；該公司已於1998年7月14日登記解散。
1994年1月28日，行政院新聞局開放第四家無線電視頻道。其中，民間傳播股份有限公司及張俊宏所屬之「全民電通投資股份有限公司」（Formosa Tele-communication Investment Co., Ltd.）均有意提出申請。兩家公司於1994年6月26日合併成立「民間全民聯合無線電視公司籌備處」，並於同年6月30日正式向新聞局提出申請，申請案發言人由時任民主進步黨中央黨部文宣部主任陳文茜代表。
1995年6月16日，第四家無線電視台申請案審議結果揭曉，民視在11位審議委員中取得絕對多數的6位委員支持，成功擊敗前高雄市議會議長陳田錨發起的「亞太電視」與年代國際董事長邱復生領導的「豐年電視」，取得第四家無線電視台的經營權；1996年3月27日，民視正式成立董監事會，由蔡同榮擔任董事長、張俊宏擔任副董事長，當時民視已有7,000餘名發起人，登記資本額新台幣30億元，實收資本額新台幣16億7,300萬元。民視另延攬中華電視公司主任秘書陳剛信為執行常務董事，延攬TVBS副總經理李光輝為首任總經理。
1997年3月20日，《民視全球資訊網》上線。同年4月25日，民視成立民視文化公司。
2017年6月16日，民視開播20週年，以「精彩二十 真Eye民視」為主軸，於林口總部慶賀20週年，同時宣告數位媒體總部落成啟用，並錄製台慶晚會節目「民視二十，感謝有你」，於6月17號晚間8點播出。
2022年6月，民視開播成立25週年台慶。
2025年，民視獲得「雙北世界壯年運動會」轉播權，並且打出「2025雙北世壯運在民視」的口號，也於旗下民視無線台與民視台灣台LIVE直播

## 民視全區無線電視頻率表

### 數位電視
| 發射台或轉播站（臺灣本島九大發射主站台）       | 頻段 | 頻道     | 頻率        |
| ---------------------------------------------- | ---- | -------- | ----------- |
| 臺北竹子山轉播站（附掛於華視竹子山轉播站中）   | UHF  | 第28頻道 | 554-560 MHz |
| 桃園店子湖轉播站                               | UHF  | 第28頻道 | 554-560 MHz |
| 苗栗火炎山轉播站（附掛於台視火炎山轉播站中）   | UHF  | 第28頻道 | 554-560 MHz |
| 中部轉播站（南投市八卦路）                     | UHF  | 第28頻道 | 554-560 MHz |
| 臺南關子嶺枕頭山轉播站                         | UHF  | 第28頻道 | 554-560 MHz |
| 高雄旗山中寮轉播站（附掛於公視中寮轉播站中）   | UHF  | 第28頻道 | 554-560 MHz |
| 宜蘭七星嶺宜蘭轉播站                           | UHF  | 第28頻道 | 554-560 MHz |
| 花蓮鯉魚山花蓮轉播站（附掛於公視花蓮轉播站中） | UHF  | 第28頻道 | 554-560 MHz |
| 臺東西川山臺東轉播站（附掛於公視臺東轉播站中） | UHF  | 第28頻道 | 554-560 MHz |

（僅供參考，請以實際接收時之數據為準。）
- 粗體為由民視派員管理之轉播站，非粗體為附掛於友台轉播站中發射訊號。

可收視民視無線台、第一台、新聞台和台灣台共四台。

## 頻道簡介

### 民視無線台
- 1997年6月11日開播，是繼台視、中視、華視之後，台灣第四家無線電視台。
- 2004年7月1日，數位無線電視開播（DVB-T）。2010年9月30日變更數位無線電視調變參數，為台灣第一家採用64QAM調變電視台。
- 2015年6月1日，正式輸出高畫質訊號，2015年6月3日起，數位有線電視改以高畫質（HD）16:9規格播出，但數位無線電視廣播（DVB-T）因頻寬的關係，無法提供HD高畫質訊號播出，採用MPEG-2編碼SD畫質播出。
- 2016年7月6日，數位無線電視廣播（DVB-T）因公視家族數位頻道升級HD高畫質訊號播出調整頻道，頻道位置受連帶影響而有所更動，民視無線數位台變更為CH07播出。
- 2016年8月1日起，民視無線台頻道台標做出調整，數位有線電視、MOD民視字體右側加上「HD」字樣，非高畫質播出的平台（如類比有線、數位無線）則無HD字樣。
- 2018年3月26日數位無線電視廣播（DVB-T）正式升級為HD高畫質播出。

### 民視第一台
- 2004年5月24日試播，7月1日正式開播原為「台灣交通電視台」，簡稱「交通電視台」，是台灣第一個屬於行動通勤族的電視頻道。
- 2010年9月30日，變更數位無線電視調變參數，為台灣第一家採用64QAM調變電視台。
- 2014年12月29日，數位有線電視改以高畫質（HD）16：9規格播出，但數位無線電視廣播（DVB-T）因頻寬的關係，無法提供HD高畫質訊號播出，採用MPEG-2編碼SD畫質播出。
- 2016年7月6日，數位無線電視廣播（DVB-T）因公視家族頻道升級HD高畫質訊號播出調整頻道，頻道位置受連帶影響而有所更動，改為CH08播出。
- 2017年9月1日，台灣交通電視台更名為民視第一台。
- 2018年3月26日，數位無線電視廣播（DVB-T）正式升級為HD高畫質播出。
- 2019年起，數位有線電視陸續定頻至CH151頻道。

### 民視新聞台
- 1997年5月5日開播，是民視第一個開播的頻道。
- 2005年1月1日，定頻在全國有線電視第53頻道。
- 2010年9月30日，變更數位無線電視調變參數，為台灣第一家採用64QAM調變電視台。
- 2014年5月30日，民視新聞台可在YouTube收看。
- 2014年12月29日，數位有線電視改以高畫質（HD）16：9規格播出，但數位無線電視廣播（DVB-T）因頻寬的關係，無法提供HD高畫質訊號播出，採用MPEG-2編碼SD畫質播出。
- 2016年7月6日，數位無線電視廣播（DVB-T）因公視家族頻道升級HD高畫質訊號播出調整頻道，頻道位置受連帶影響而有所更動，民視新聞台變更為CH09播出。
- 2017年11月1日，上架中華電信MOD CH507頻道。
- 2018年3月26日，數位無線電視頻道MPEG-2編碼改為H.264編碼（依舊維持SD畫質）。
- 2022年10月17日，數位無線電視頻道升級為HD高畫質播出。

### 民視台灣台
- 前身「民視HD台」，2010年9月30日起試播。10月7日開播；開播初期只轉播美國職棒大聯盟賽事，在以高畫質HD訊號播出時，交通電視台改為靜態圖卡方式呈現。
- 2012年7月28日，配合2012倫敦奧運，民視HD台正式以24H與民視主頻同步播出。
- 2014年12月29日，改名為「民視四季台」，並與民視主頻分流播出。
- 2016年5月17日，四季台正式跨入數位有線電視平台，部分數位有線電視以HD高畫質播出（但少數有線電視系統業者以SD畫質播出）。
- 2016年7月6日，數位無線電視廣播（DVB-T）因公視家族頻道升級HD高畫質訊號播出調整頻道，頻道位置受連帶影響而有所更動，改為CH10播出。
- 2016年11月7日，民視四季台更名為民視台灣台。
- 2019年，數位有線電視陸續定頻至CH152頻道。

### 民視影劇台
網路頻道，播放曾在民視播過的電視劇，目前僅在四季線上影視播出。

### 民視綜藝台
網路頻道，播放曾在民視播過的綜藝節目，目前僅在四季線上影視播出。

### 民視旅遊台
網路頻道，播放曾在民視播過的旅遊節目，目前僅在四季線上影視播出。
目前頻道除透過數位電視接收設備收看外，YouTube的「民視新聞台HD」直播、四季影視網站與APP、民視線上APP免費同步線上收看。

## 節目

### 台灣文學作品影音化
民視開播以來，即致力於本地文學創作影音化的工作，例如《天馬茶房》及《台灣作家系列》的製作與播出。2003年至今，嘗試發展偶像劇種，如洪金寶主演的《偷天換日》。2004年起，民視播出由台灣與中國大陸經典文學名著改編之電視連續劇，如《浪淘沙》（青蘋果有限公司製作）、《京華煙雲》（中國中央電視台製作）等，《浪淘沙》是台灣第一部「大河連續劇」，並獲得多座電視金鐘獎的肯定。但是由於這些連續劇都被排在冷門時段播出，所以影響力不高。

## 旗下子公司及基金會

### 台員多媒體
- 代理美國Avid公司數位新聞製播系統。
- 提供新聞數位製播解決方案。
- 提供電視台e化解決方案。
- 提供數位片庫規劃建置及多媒體資料服務。

### 民視文化公司
由民視百分之百投資的民視文化事業股份有限公司（簡稱民視文化），於1997年4月25日核准設立，初期以書籍出版為主，後來轉型以公部門政策行銷及跨媒體整合行銷服務為主要業務。成立之初，民視文化出版了許多膾炙人口的暢銷書，包括民視熱播的日劇「紅花」原著小說、民視生活節目《消費高手》、《精算大師》和《健康Easy》等改編的同名書籍，因銷售成績亮眼成為出版界的後起之秀。
除此之外，民視文化也陸續出版民視創辦人蔡同榮「民視與我」、「熱情為台灣」、「顧台灣」等書籍及一系列視聽產品，如本土文學著作改編的「民視作家劇場」、李鴻禧的「台語之美」及運動、基測考試等影音教材。
2000年之後，民視文化組織逐步擴大，業務內容轉以政策行銷和跨媒體整合行銷為主，服務項目包羅萬象，包括廣告製作、全媒體採購、節目企劃製作、網站企劃製作、公關活動及網路活動規劃執行、各類文宣品設計製作，乃至於輿情監測、危機溝通處理、課程訓練等，從實體到虛擬、從線上到線下（Online To Offline），都是民視文化服務的範疇，是民視集團中包含公關、傳播、廣告與媒體採購四種業務型態，及資本額和營業額最高的子公司。

### 鳳凰藝能公司
- 主要業務是藝人經紀。
- 曾經製作民視《GO GO JAPAN 來去日本》等節目。

### 鳳梨傳媒公司
- 四季線上4gTV營運經營
- 新媒體平台的內容代理與授權

## 爭議

### 台灣寬頻通訊下架事件
2017年11月21日，民視董事長與台灣寬頻通訊（TBC）協商，要求「民視第一台」、「民視新聞台」及「民視台灣台」必須三台包裹播送，但TBC僅同意播出民視新聞台，雙方未達成共識。國家通訊傳播委員會介入調處，並與雙方展開會談。雖然雙方未獲共識，但於2017年12月29日、2018年2月13日、2018年3月21日、2018年4月10日、2018年4月27日民視皆暫時同意給予「民視新聞台單一頻道」的臨時授權。
2018年5月4日，TBC表示因民視的臨時授權已經到期，且沒有取得正式授權的情況下，為避免侵權，3日晚間11時59分59秒停止播送民視新聞台訊號。民視發表聲明，向群健、南桃園、信和和吉元四個地區的收視戶道歉之外，並向林佳龍與鄭文燦等民進黨籍的市長表達無限歉意：「因為從今天起，你們有一大部分市民已經淪為台灣二等公民」，並指控郭台銘開始對台灣媒體進行實質干預。另外，民視也指控TBC從1月1日迄今，拒絕向民視公司支付授權費用。

### 網絡直播被攻擊
2022年8月6日、8月7日，民視新聞臺在YouTube的直播上被駭入，被顯示「中國領土主權，不容外界干涉」、「中國一點都不能少」的等標語，而且使用《我和我的祖國》作為背景音樂，而且持續時間長達3分鐘，當時於晚間8時52分收到通知，並在2分鐘後隨即移除影片，訊源恢復正常，事後民視出來回應是訊源主機被駭客入侵，才導致網路直播內容與電視頻道不符。

### 官方連結
- YouTube上的《智慧的光》（民視台歌），民視新聞網 （页面存档备份，存于）

## 外部連結
- 民視FTV （页面存档备份，存于）
- 民視新聞網 （页面存档备份，存于）
- 鳳凰藝能股份有限公司 （页面存档备份，存于）
- 四季線上4gTV （页面存档备份，存于）